# Science transformative
 (juillet 2023).
La mise en forme du texte ne suit pas les recommandations de Wikipédia : il faut le « wikifier ».
Les points d'amélioration suivants sont les cas les plus fréquents :
- Les titres sont pré-formatés par le logiciel. Ils ne sont ni en capitales, ni en gras.
- Le texte ne doit pas être écrit en capitales (les noms de famille non plus), ni en gras, ni en italique, ni en « petit »…
- Le gras n'est utilisé que pour surligner le titre de l'article dans l'introduction, une seule fois.
- L'italique est rarement utilisé : mots en langue étrangère, titres d'œuvres, noms de bateaux, etc.
- Les citations ne sont pas en italique mais en corps de texte normal. Elles sont entourées par des guillemets français : « et ».
- Les listes à puces sont à éviter, des paragraphes rédigés étant largement préférés. Les tableaux sont à réserver à la présentation de données structurées (résultats, etc.).
- Les appels de note de bas de page (petits chiffres en exposant, introduits par l'outil «  Source ») sont à placer entre la fin de phrase et le point final[comme ça].
- Les liens internes (vers d'autres articles de Wikipédia) sont à choisir avec parcimonie. Créez des liens vers des articles approfondissant le sujet. Les termes génériques sans rapport avec le sujet sont à éviter, ainsi que les répétitions de liens vers un même terme.
- Les liens externes sont à placer uniquement dans une section « Liens externes », à la fin de l'article. Ces liens sont à choisir avec parcimonie suivant les règles définies. Si un lien sert de source à l'article, son insertion dans le texte est à faire par les notes de bas de page.
- La présentation des références doit suivre les conventions bibliographiques. Il est recommandé d'utiliser les modèles {{Ouvrage}}, {{Chapitre}}, {{Article}}, {{Lien web}} et/ou {{Bibliographie}}. Le mode d'édition visuel peut mettre en forme automatiquement les références.
- Insérer une infobox (cadre d'informations à droite) n'est pas obligatoire pour parachever la mise en page.

Pour une aide détaillée, merci de consulter Aide:Wikification.
Si vous pensez que ces points ont été résolus, vous pouvez retirer ce bandeau et améliorer la mise en forme d'un autre article.
La science transformative (dite aussi Recherche transformatrice) est un terme qui est devenu de plus en plus courant au sein de la communauté scientifique dans les années 2000 pour désigner la recherche qui modifie ou brise les paradigmes scientifiques existants. L'idée trouve son origine dans la notion de révolutions scientifiques de Thomas Kuhn, où un paradigme scientifique est renversé au profit d'un autre. Les exemples classiques sont la révolution copernicienne, les théories d'Albert Einstein, les travaux de Watson et Crick et la théorie de la tectonique des plaques.

## Historique
Dans un article de 2016, Schneidewind et al.  définissent la science transformative comme "un type spécifique de science qui ne fait pas seulement qu’observer et décrire les processus de transformation sociétaux, mais les initie et les catalyse. La science transformative vise à améliorer notre compréhension des processus de transformation et en même temps accroître la capacité de notre société à réfléchir sur ces processus."
À l'origine, c'est la National Science Foundation (NSF) des États-Unis qui a le plus utilisé ce terme, mais on le retrouve également dans d'autres agences comme la DG Recherche de la Commission européenne. Au sein des "National Institutes of Health" (NIH-Instituts Nationaux de la Santé) des États-Unis, l'expression est parfois rendue par "recherche translationnelle" ou "high risk, high reward" ("risque élevé, récompense élevée"), qui est définie comme "une recherche avec un haut degré d'incertitude inhérente et la capacité de produire un impact majeur sur des problèmes importants dans la recherche biomédicale/comportementale". Les NIH disposent également d'un programme de projets de recherche transformatrice (Transformative Research Projects Program - R01). Au sein du Conseil européen de la recherche, on parle de "recherche exploratoire". Le National Science Board de la National Science Foundation (NSF) a défini la science transformatrice comme "la recherche qui a la capacité de révolutionner les domaines existants, de créer de nouveaux sous-domaines, de provoquer des changements de paradigme, de soutenir la découverte et de conduire à des technologies radicalement nouvelles". La NSF a annoncé le 9 août 2007 que son conseil d'administration avait approuvé une proposition de l'ancien directeur de la NSF, Arden L. Bement, Jr. visant à accroître le soutien de l'agence à la recherche transformatrice. Un rapport de 2008 de l'Académie américaine des arts et des sciences établit un lien explicite entre le soutien financier aux chercheurs en début de carrière et la recherche à haut risque, à haut rendement ou potentiellement transformatrice, et l'objectif national consistant à "maintenir l'avantage concurrentiel de l'Amérique".
À la suite d'un large soutien de la part de responsables de programmes, d'analystes politiques, d'économistes et de divers décideurs, la NSF a récemment modifié ses critères d'examen du mérite, selon lesquels les propositions de subventions sont évaluées par les examinateurs, afin de mettre l'accent sur la recherche potentiellement transformatrice. La "Task Force on Merit Review" (Groupe de travail sur l'évaluation du mérite) du National Science Board a présenté les nouvelles versions des critères "Intellectual Merit" et "Broader Impacts" ("Mérite intellectuel" et "Impacts plus larges") dans son rapport final. L'énoncé suivant est désormais inclus dans le critère de mérite intellectuel du "NSF Grant Proposal Guide" (Guide des propositions de subventions de la NSF) : "Dans quelle mesure l'activité proposée suggère-t-elle et explore-t-elle des concepts créatifs, originaux ou potentiellement transformateurs ?".
En mars 2012, la NSF a organisé un atelier au siège de la NSF sur le thème "Transformative Research : Ethical and Societal Dimensions" (Recherche transformatrice : Dimensions éthiques et sociétales). L'atelier a exploré l'histoire et les conceptions alternatives d'un terme qui joue un rôle de plus en plus important dans les débats politiques à la NSF, dans d'autres agences fédérales des États-Unis et dans le discours public sur l'avenir de la science dans la société.

## Mise en œuvre
Faisant suite au premier programme de travail de l'IPBES 2014-2018, la plénière de l'IPBES, lors de l'IPBES 7 (avril/mai 2019, Paris), a adopté un nouveau programme de travail (2019-2030) : "Ce nouveau programme de travail comprend une évaluation thématique du changement transformateur dont l'objectif serait de comprendre et d'identifier les facteurs dans la société humaine aux niveaux individuel et collectif, y compris les dimensions comportementales, sociales, culturelles, économiques, institutionnelles, techniques et technologiques, qui peuvent être mis à profit pour provoquer un changement transformateur en vue de la conservation, de la restauration et de l'utilisation rationnelle de la biodiversité, tout en tenant compte d'objectifs sociaux et économiques plus larges dans le contexte du développement durable".
En France il s'est tenu le 10 novembre 2022 une journée d'études de l'association Natures Sciences Sociétés Dialogues ayant pour thème "l’interdisciplinarité à l’épreuve des sciences transformatives". Cette journée d’étude visait à questionner les incidences du recours à des pratiques de recherche-action s’inscrivant dans cette perspective.